# Bruinsnavelarassari
De bruinsnavelarassari (Pteroglossus mariae) is een vogel uit de familie Ramphastidae (toekans).

## Taxonomie
De vogel werd in 1854 door  John Gould gledig als soort beschreven. De vogel wordt ook wel beschouwd als ondersoort van de roodkeelarassari (P. azara).

## Verspreiding en leefgebied
Deze soort komt voor in het zuidwestelijk Amazonebekken in oostelijk Peru en westelijk Brazilië bezuiden van de Amazonerivier tot het noordelijke deel van Centraal-Bolivia.